# Marchant
Marchant es un apellido francés de origen ocupacional, con procedencia inglesa o bretona.
Originario de una tribu Celta denominada Córnicos y su cuna sería el condado inglés de Cornualles (Cornwall). 
Posteriormente se unen a grupos de bretones que a su vez pasan a Francia, huyendo de las invasiones de los anglosajones, que venían desde el norte de Inglaterra, su avance se termina por establecer en Provenza. 
A la península ibérica fue impulsada su internación territorial, por las cruzadas francesas llegando al Reino de Castilla en España y en menor cantidad al de Aragón, de ahí con la conquista a la América hispana, donde se masificó gracias a la colonización  de países como Chile.
Cabe señalar que la colonización inglesa y francesa a su vez llevaron este apellido al mundo que iban conquistando, donde aún se conserva de manera importante.
En definitiva Marchant es del cornuallés (Lengua que tiene un 75% de semejanza con el idioma bretón y un 25% con el galés) compartiendo una raíz común con su antecesor Marchan, siendo su equivalente anglosajón «Marshall» que significan «mariscal, superior o jefe del clan» haciendo referencia al título político y militar del que dirigía a los pueblos, comandaba batallas y negociaba con mercaderes forasteros, etc.
Mencionemos también que Marchand con D y Merchant tendría un origen completamente distinto.
- Datos: Q5996075
- Multimedia: Marchant (surname) / Q5996075